# Hubert Gebhardt
Hubert Gebhardt (* 10. Februar 1956) ist ein ehemaliger deutscher Fußballtorwart, der in den 1980er Jahren für die BSG Stahl Brandenburg in der DDR-Oberliga aktiv war.

## Sportliche Laufbahn
Gebhardt begann seine sportliche Laufbahn als Boxer, wechselte aber noch als Jugendlicher zur BSG Motor Süd Brandenburg und wurde dort Torwart. 1976 wechselte er zur zweitklassigen BSG Stahl Brandenburg. Dort war der 1,84 m große Gebhardt hinter dem vier Jahre älteren Rainer Wolframm zunächst nur zweiter Torwart, ehe er 1980 zur Nummer eins im Brandenburger Tor aufrückte. 1983 stand er dicht vor dem Aufstieg in die Oberliga, doch die BSG Stahl konnte sich in der Aufstiegsrunde, in der Gebhardt alle acht Spiele bestritt, nicht durchsetzen. 1984 gelang den Brandenburgern der Oberligaaufstieg, an dem Gebhardt mit zwölf von 22 Punktspielen und allen acht Aufstiegsspielen beteiligt war.
Gebhardt stand auch im ersten Oberligaspiel der BSG Stahl im Tor. Nachdem der Einstand gegen den 1. FC Magdeburg mit 1:5 misslungen war, nahm Trainer Heinz Werner mit Holger Bahra einen Torwartwechsel vor, und Gebhardt kam in der Saison 1984/85 nur noch einmal in der Oberliga zum Einsatz. Noch während dieser Saison verpflichtete Brandenburg den oberligaerfahrenen Detlef Zimmer, sodass Gebhardt auch in den folgenden Oberligaspielzeiten kaum noch Einsatzchancen hatte. Lediglich in den Spielzeiten 1985/86 und 1987/88 stand er jeweils einmal in einem Oberligaspiel im Tor.
Bis 1989/90 wurde Gebhardt im Oberliga-Aufgebot von Stahl Brandenburg noch als zweiter Torwart gemeldet, danach wanderte er zum viertklassigen hessischen Landesligisten FC 80 Herborn ab. Nachdem er dort noch für einige Jahre das Tor gehütet und auch kurzfristig als Trainer gewirkt hatte, zog er sich Mitte der 1990er Jahre vom Fußballsport zurück. 2009 übernahm er einen Trainerposten bei der hessischen SG Aartal.